# The Haunted Castle (film, 1897)
The Haunted Castle byl britský němý film z roku 1897. Režisérem byl George Albert Smith (1864–1959). Natáčení probíhalo v Brightonu. Film měl premiéru pravděpodobně v prosinci 1897. Film je považován za ztracený.
Lidé si tento film mylně pletou s Mélièsovým snímkem Le Château hanté, který vznikl ve stejný rok a ve Velké Británii vyšel pod názvem The Haunted Castle. Le Château hanté je navíc remakem filmu Le Manoir du diable, který vznikl o rok dříve a který ve Velké Británii taktéž vyšel pod názvem The Haunted Castle.